# Urlam
Urlam fou un estat tributari protegit del tipus zamindari al districte de Ganjam a la presidència de Madras.
Tenia una superfície de 39 km² i una població segons el cens del 1881 d'11.536 habitants repartits equitativament entre mascles i femelles. En total hi havia 14 pobles. De la població 11.476 eren hindús, i 56 musulmans.